# Sloop

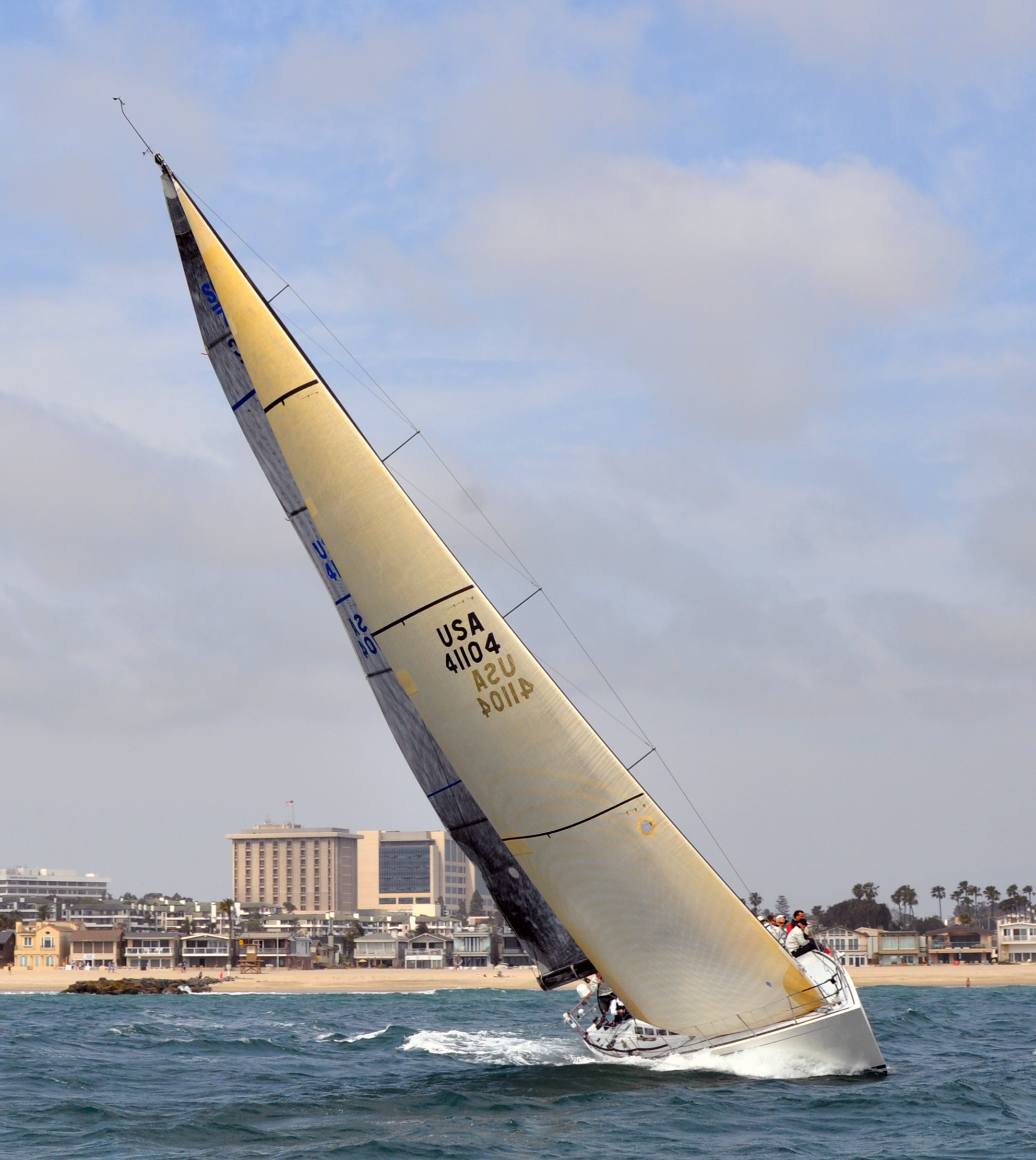
Sloopul modern Santa Cruz

Velatura unui sloop - schemă

Sloopul este un velier de mici dimensiuni, cu un singur catarg ce susține două vele și fără bompres. Uneori, acest termen naval este folosit și ca sinonim pentru cuter⁠(en)[traduceți].